# شماره دو (فیلم)
شماره دو (به فرانسوی: Numéro deux) فیلمی تجربی است ساختهٔ ژان-لوک گدار، کارگردان فرانسوی، محصول سال ۱۹۷۵. گدار در این فیلم رابطه میان عشق، کار، رابطه جنسی، جنسیت و فرزاندن را در یک خانواده جوان فرانسوی بررسی می‌کند و به موضوع زندگی خانوادگی در فرانسه معاصر و قدرت ایدئولوژی و رسانه می‌پردازد. شماره دو در گیشه ناموفق بود.

## بازیگران
- ساندرا باتیستلا... زن
- ژان-لوک گدار... خودش
- پیر اودره... شوهر
- الکساندر رگینیو... پدربزرگ
- راشل استفانوپولی... مادربزرگ

## تولید فیلم
- گدار پس از پایان دوره همکاری‌اش با گروه ژیگا ورتوف، مدتی از هیاهوی پاریس دور شد و بیشتر اوقاتش را در استودیویش در گرونوبل به سر برد. او در این مدت با همکاری آن-ماری میویل روش‌های استفاده از ویدئو و فیلم را آزمایش می‌کرد. این فیلم مشهورترین نتیجه این آزمایش‌هاست.[۳]
- فیلم شماره دو ابتدا با دوربین ویدئو ساخته شد و بعد از روی مانیتور با دوربین ۳۵ میلی‌متری فیلم‌برداری شد. در بسیاری جاها، همزمان دو تصویر متفاوت روی دو مانیتور نمایش داده می‌شود. به این ترتیب، گدار شکل جدیدی از تدوین را در این فیلم می‌آزماید: تصاویر به جای این که از پی هم بیایند، همزمان نمایش داده می‌شوند.[۴]
- نام فیلم (شماره دو) تفاسیر فراوانی را به دنبال داشته است. برخی آن را ارجاعی به جمله‌ای که در زمان تولید فیلم گفته شده بود، دانسته‌اند: این فیلم از نفس‌افتاده دوم است. برخی دیگر آن را اشاره‌ای به نقش زن در رابطه با شوهر، فرزندان و جامعه پیرامونش دانسته‌اند. برخی گفته‌اند شماره دو عبارتی است که بچه‌ها به دفع مدفوع می‌گویند.[۳]